# Invasion (Medizin)
Invasion (von lateinisch invadere „eindringen“) steht für medizinische Maßnahmen zur Diagnostik oder Therapie, die in den Körper eindringen.
Dazu können natürliche Öffnungen genutzt werden, z. B. bei der Magenspiegelung,  der Koloskopie oder Amnioskopie, s. Endoskopie.
In der Regel wird mit „invasiv“ jedoch ein Eindringen in den Körper durch die Haut (oder Schleimhaut) verstanden, so dass die Körperliche Unversehrtheit verletzt ist. Hierzu ist die Einwilligung des Patienten, häufig als Einwilligungserklärung erforderlich. Ausnahme siehe Zwangsweise Blutabnahme.
Typische Maßnahmen der Invasivmedizin sind:
- Amniozentese
- Blutentnahme
- Biopsie (Probeexzision)
- Herzkatheteruntersuchung
- Injektion
- Intubation
- Invasive Diagnostik
- Minimalinvasive Chirurgie
- Operation
- Punktion, z. B. Lumbalpunktion